# Blakea schultzei
Blakea schultzei är en tvåhjärtbladig växtart som beskrevs av Markgr.. Blakea schultzei ingår i släktet Blakea och familjen Melastomataceae. Inga underarter finns listade i Catalogue of Life.